# Dux Britanniarum
Il dux Britanniarum fu una carica militare della Britannia romana, classificata nella Notitia Dignitatum come uno dei tre comandi della Britannia, insieme al Comes Britanniarum e al Comes litoris Saxonici per Britannias. Il dux aveva il comando delle truppe dei limitanei (cioè le truppe di frontiera) e non dei comitatensi, che erano invece sotto il comando del Comes Britanniarum, a loro volta facenti parte dell'armata imperiale del Numerus intra Britannias. Loro diretti superiori erano sia  il Magister peditum praesentalis per le unità di fanteria, sia il Magister equitum praesentalis per quelle di cavalleria.
Il comando militare del dux era centrato sulla parte settentrionale dell'isola. Il suo comando si estendeva per più di una provincia; nella sua forma finale, registrata dalla Notitia dignitatum, comprendeva il Vallo di Adriano e il relativo retroterra eccetto per la parte occidentale (forse perduta negli anni 380). La data di istituzione del dux Britanniarum non è nota; questo rango militare fu istituito da Diocleziano e potenziato da Costantino I, e fu quest'ultimo ad istituirne uno in Britannia se non lo aveva già fatto il padre Costanzo Cloro in occasione della sua campagna militare nel 306, ma la prima testimonianza dell'esistenza del dux Britanniarum risale al 367, quando il dux Fullofaude, identificato dagli storici con il dux Britanniarum, fu ucciso da ribelli e sostituito da Dulcizio. La sede del dux era probabilmente York, in Britannia Secunda.

## Elenco unità
Era a capo di 38 ufficiali di unità (o distaccamenti) nella diocesi di Britannia, di stanza nel nord dell'isola (Yorkshire, Cumbria o Northumberland):
- 1 prefetto di legione di limitanei: il Praefectus legionis sextae;[8]
- 3 prefetti di cavalleria: Praefectus equitum Dalmatarum, Praesidio; Praefectus equitum Crispianorum, Dano; Praefectus equitum catafractariorum, Morbio; Praefectus numeri barcariorum Tigrisiensium, Arbeia;[8]
- 10 prefetti di numeri: Praefectus numeri Neruiorum Dictensium, Dicti; Praefectus numeri vigilum, Concangios; Praefectus numeri exploratorum, Lavatres; Praefectus numeri directorum, Verteris; Praefectus numeri defensorum, Barboniaco; Praefectus numeri Solensium, Maglone; Praefectus numeri Pacensium, Magis; Praefectus numeri Longovicanorum, Longovicio; Praefectus numeri supervenientium Petueriensium, Deruentione;[8]

Dall'archeologia emerge che ce n'erano anche altre a quel tempo, che però non sono elencate. A queste vanno sommate le 24 di stanza lungo il Vallo di Adriano, e facenti capo a:
- Tribunus cohortis IV Lingonum, Segeduno; Tribunus cohortis I Cornoviorum, Ponte Aeli; Tribunus cohortis I Frixagorum, Vindobala; Tribunus cohortis I Batavorum, Procolitia; Tribunus cohortis I Tungrorum, Borcovicio; Tribunus cohortis IV Gallorum, Vindolana; Tribunus cohortis I Asturum, Aesica; Tribunus cohortis II Dalmatarum, Magnis; Tribunus cohortis I Aeliae Dacorum, Amboglanna; Tribunus cohortis II Lingonum, Congavata; Tribunus cohortis I Hispanorum, Axeloduno; Tribunus cohortis II Thracum, Gabrosenti; Tribunus cohortis I Aeliae classicae, Tunnocelo; Tribunus cohortis I Morinorum, Glannibanta; Tribunus cohortis III Neruiorum, Alione; Tribunus cohortis VI Nerviorum, Virosido;[8]
- Praefectus alae primae Asturum, Conderco; Praefectus alae Sabinianae, Hunno; Praefectus alae secundae Asturum, Cilurno; Praefectus alae Petrianae, Petrianis; Praefectus alae I Herculeae, Olenaco; (Praefectus alae?), Luguvallii;[8]
- Praefectus numeri Maurorum Aurelianorum, Aballaba;[8]
- Cuneus Sarmatarum, Bremetenraco.[8]

### Fonti primarie
- Notitia Dignitatum, Occ. I, V, VII, XL.

### Fonti storiografiche moderne
- J. Rodríguez González, Historia de las legiones Romanas, Madrid, 2003.
- A.K. Goldsworthy, Storia completa dellesercito romano, Modena 2007. ISBN 978-88-7940-306-1
- Y.Le Bohec, Armi e guerrieri di Roma antica. Da Diocleziano alla caduta dell'impero, Roma 2008. ISBN 978-88-430-4677-5
- Pat Southern, The Army in Late Roman Britain, in Malcom Todd (a cura di), A companion to Roman Britain, John Wiley & Sons, 2004, ISBN 9780631218234.

## Voci correlate

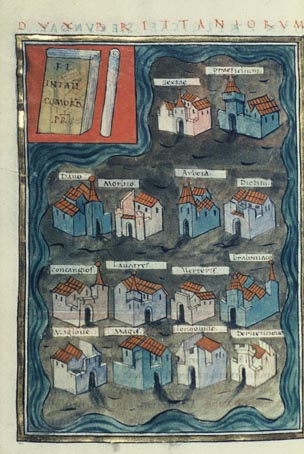
Illustrazione riguardante il Dux Britanniarum dalla Notitia dignitatum